# TheFatRat
Christian Büttner (* 1. června 1979, Göttingen), známý jako TheFatRat (v překladu „tlustá krysa“), je německý hudební producent a hudebník. Jeho žánr bývá často popisován jako „glitch-hop“.

## Začátky
Hudbu začal produkovat v roce 2001 pod skutečným jménem, tvořil hudbu pro pozadí reklam a televize vůbec. V roce 2011 začal hudbu produkovat pod pseudonymem TheFatRat. Jako TheFatRat získal úspěch především na serveru YouTube. V listopadu 2016 vydal svůj první Extended Play – Jackpot.

## Diskografie

### Extended Play
- Do Be Do Be Do (2011)[1]
- Jackpot (2016)
  - Jackpot (2016)
  - Epic (2016)
  - Prelude (2016)
  - Elegy (2016)

### Singly
- 2011
  - Someboby – EP DO BE DO BE DO
  - Less Than Here – EP DO BE DO BE DO
  - Do Be Do Be Do – EP DO BE DO BE DO
- 2013
  - Dancing Naked
  - Splinter
- 2014
  - Xenogenesis
  - Windfall
  - Infinite Power
  - Unity
- 2015
  - Time Lapse
  - Never Be Alone
  - Telescope
  - Monody (feat. Laura Brehm)
- 2016
  - The Calling
  - No No No
  - Elegy – EP JACKPOT
  - Prelude – EP JACKPOT
  - Epic – EP JACKPOT
  - Jackpot – EP JACKPOT
- 2017
  - Fly Away (feat. Anjulie)
  - Oblivion (feat. Lola Blanc)
  - Transmission XK-794
  - Mayday (feat. Laura Brehm)
  - Warrior Songs – Dota 2 Album
- 2018
  - MAYDAY
- 2019
  - Chosen
  - Solitude
  - Sunlight
  - Stronger
  - Close To The Sun
  - Rise Up
- 2020
  - The Storm
  - We'll Meet Again (feat. Laura Brehm)
  - Rule the World (feat. AleXa)

### Remixy
- Sound Remedy – We Are The Dream
- Martin Solveig – The Night Out
- Foster the People – Don't Stop
- Gotye – Somebody I Used To Know
- The Knocks – Brightside
- Avicii – Next Levels
- Game music – Pokemon theme